# Leonardo Bruni

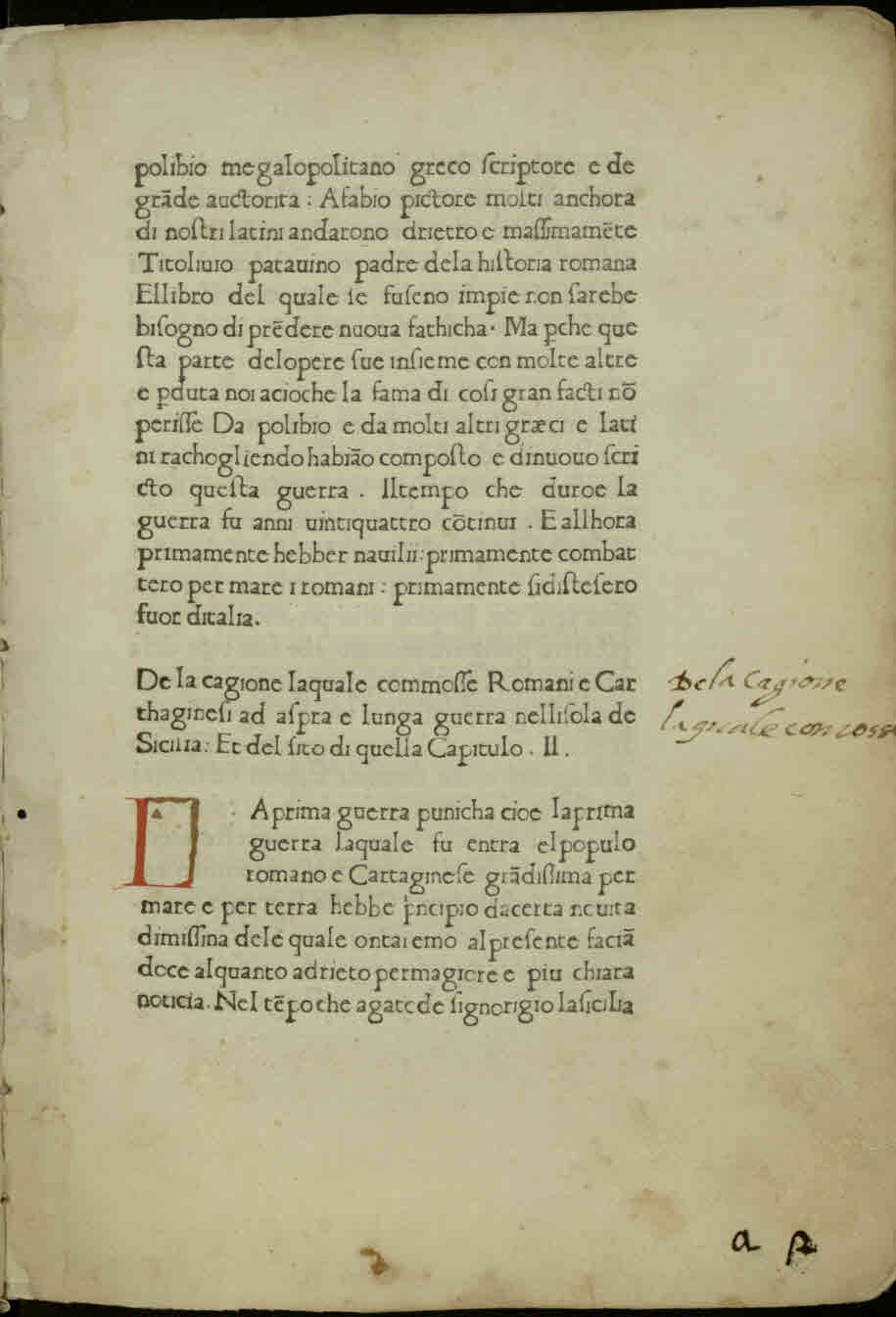
De primo bello punico, 1471

Leonardo Bruni (Leonardus Brunus Aretinus, Leonardo Aretino) (Arezzo, 1 de fevereiro de 1370 – Florença, 9 de março de 1444) foi humanista, secretário papal, filósofo, historiador, tradutor e chanceler italiano. É considerado criador da forma renascentista da tradução e um dos primeiros historiadores da época moderna.

## Biografia
Leonardo Bruni nasceu em Arezzo, Toscana, por volta de 1369 ou 1370.  Ainda adolescente foi feito prisioneiro pelos gibelinos exilados que retornaram à cidade com a ajuda dos franceses e encarcerado no Castelo de Quarate.  Liberado junto com seus familiares se transferiu para Florença onde o encontraremos em 1396 se dedicando ao estudo da jurisprudência; mais tarde chegaria em Florença o famoso helenista Manuel Crisoloras de Constantinopla que lhe daria aulas de grego. Aí conheceu os humanistas mais importantes de Florença, tais como Francesco Filelfo; teve Malpighini também como seu professor.  
Foi também aluno e amigo íntimo do líder cultural e político Coluccio Salutati, a quem sucedeu como chanceler de Florença.  Em 1406, o Papa Inocêncio VII nomeou-o como secretário do pontifício em um momento histórico muito difícil para as relações entre Roma e o papado. Em 6 de novembro de 1406 o papa morreu, mas ele permaneceu no cargo durante os papados de Gregório XII, Alexandre V e João XXII, e Bruni foi mantido até 1414, retornando novamente em 1427, períodos esses que foram repletos de assuntos bélicos.  Em 1414 Bruni participa do Concílio de Constança, onde em 29 de maio de 1415 foi declarado decadente e condenado à prisão por simonia. Em 1426, junto com Francesco Tornabuoni, é enviado como embaixador para o Papa Martinho V, eleito finalmente em 11 de novembro de 1417, retornou a Roma em 30 de setembro de 1420, onde foi recebido calorosamente.
Embora fosse o ocupante de um dos mais elevados cargos políticos, Bruni foi considerado relativamente impotente quando comparado às famílias Albizzi e Médici.  O historiador Arthur Field identificou Bruni como um aparente conspirador que combateu Cosmo de Médici.  Bruni morreu em 1444 e foi sucedido no cargo de chanceler por Carlo Marsuppini (1399-1453).

## Relevância
A obra mais importante de Bruni foi História do Povo Florentino, a qual foi chamada de o primeiro livro de história moderna.  Bruni foi o primeiro historiador a usar a visão dos três períodos da história: Antiguidade, Idade Média, e Idade Moderna. As datas que Bruni utilizou para definir os períodos não são exatamente aquela que os modernos historiadores utilizam atualmente, mas ele estabeleceu as bases conceituais para uma tríplice divisão da história.  Embora provavelmente não tenha sido intenção de Bruni a secularização da história, a visão dos três períodos da história é inquestionavelmente secular, e por essa razão Bruni é chamado de primeiro historiador moderno.  O fundamento desse conceito de Bruni pode ser encontrado em Petrarca, que diferenciou o período clássico do declínio cultural posterior, ou tenebrae (período de trevas).  Bruni justificava que a Itália havia ressuscitado em épocas recentes e desse modo isso poderia ser descrito como uma entrada para uma nova era.
Uma das obras mais famosas de Bruni foi o Novo Cícero, uma biografia sobre o chefe de estado romano.  Foi Bruni quem utilizou a frase studia humanitatis, no sentido do estudo dos empreendimentos humanos, tão distinto daqueles da teologia e da metafísica, que é de onde deriva o termo humanistas.
Na qualidade de humanista, Bruni foi essencial ao traduzir para o latim muitas obras gregas de história e filosofia, tais como Aristóteles, Demóstenes, Plutarco, Platão, Ésquines e Procópio.  As traduções de Bruni das obras Política de Aristóteles e A Ética de Nicômaco, bem como a Economia pseudo-aristotélica, foram amplamente distribuídos em manuscritos e impressos.  O seu uso do Panathenicus (Panegírico a Atenas) de Ælius Aristides como reforço de suas teses republicanas no Panegírico à Cidade de Florença (1401) foi instrumental para trazer o historiador grego à atenção dos filósofos políticos renascentistas. Ele também escreveu um pequeno tratado em grego sobre a constituição florentina.
Bruni fazia parte de um círculo de literatos que compreendia dentre outros, Poggio Bracciolini, e o erudito Niccolò Niccoli, para discutir as obras de Petrarca e Boccaccio. Faleceu em Florença no dia 9 de março de 1444, e foi sepultado em um monumento erguido em sua memória por Bernardo Rossellino na Basílica de Santa Cruz, em Florença.

## Trabalhos
- Leonardo Bruni, Laudatio florentine urbis 1403-1404 Elogio di Firenze
- Leonardo Bruni, Diaologi ad Petrum Paulum Histrum, 1401 Elogio della Firenze letteraria (Dante, Petrarca, Boccaccio)
- Leonardo Bruni, Vita Ciceronis o Cicero novus, 1415
- Aristóteles, Ethica nicomachaea (tradução do grego), 1416-17
- Leonardo Bruni, Oratio in hypocritas, 1417
- Leonardo Bruni, De primo bello punico (em florentino)
- Pseudo-Aristotele, Libri oeconomici (tradução do grego), 1420-21
- Leonardo Bruni, Commentarius de bello punico, 1421 (adaptação por Polibio) (online)
- Leonardo Bruni, De militia, 1421
- Leonardo Bruni, Commentarius rerum graecarum, data incerta
- Leonardo Bruni, De interpretatione recta, por volta de 1420.
- Aristóteles, Politica (tradução do grego)
- Leonardo Bruni, Commentarius rerum suo tempore gestarum, data incerta (primeira edição impressa: 1475)
- Leonardo Bruni, De bello italico adversus Gothos, 1442 (online)
- Leonardo Bruni, Historiae Florentini populi , 1415-1444 circa - prima edizione a stampa: 1610 (online). A obra foi traduzida para o florentino por Donato Acciaiuoli e impressa já em 1473 em Veneza.